# Laurent Whale
Laurent Whale (Torquay, 1960) es un escritor, crítico y traductor franco-británico adscrito a los géneros de la ciencia ficción y fantasía. Su novela Les Pilleurs d'Âmes (2010) fue acreedora del Prix Rosny aîné 2011, mientras que el cuento La Lettre au père Noël (2005) fue finalista para el mismo y Hélas Elias (2004) ganó el Prix Merlin 2005.

## Obras

### Novelas
- Les étoiles s'en balancent, Rivière Blanche, 2011
- Les Pilleurs d'Âmes Ad Astra Editions, 2010 (Prix Rosny aîné 2011)[1]
- Les Pierres du rêve, éditions Eons, 2007.
- Le Chant des psychomorphes, Rivière Blanche, 2006. Reedición para bolsillo: ediciones Lokomodo, 2011.

### Cuentos
- The Show Must Go On, en Black Mamba n° 12, ediciones Céléphaïs, 2008.
- Agonis, en Géante rouge n° 10, ediciones Répliques, 2008.
- Nicoland, en Appel d’air, anthologie, ediciones ActuSF Les 3 souhaits, 2007.
- Les Humadroïdes, en Le Retour de Cal de Ter, de P.J. Herault, ediciones Black Coat Press, 2007.
- Une tourte pour huit, en Géante rouge n°1, ediciones Répliques, 2006.
- La Lettre au père Noël, en La machine venue d’ailleurs, de R. Bessière, ediciones Eons, 2005, (finalista del Prix Rosny aîné 2006).
- Hélas Elias, en Les Enfants du silence de C. Ecken, ediciones Eons, 2004, (Prix Merlin 2005).[2]
- L'Étoile sur la lande, ediciones Demeyer, 2004 (Bélgica).
- L'Étoile sur la lande (en collaboration avec A. Le Bussy), en Xuensé n° 53, 2004 (Bélgica).